# Лео (фільм)
«Лео» (англ. Leo) — американський анімаційний музичний комедійний фільм 2023 року, знятий режисерами Робертом Маріанетті, Робертом Шмігелем та Девідом Вахтенгеймом та сценарій якого був розроблений Робертом Шмігелем, Адамом Сендлером, який також виступив у головній ролі, та Полом Садо. Другий анімаційний фільм від продюсерської компанії Сендлера Happy Madison Productions, де він озвучує головну роль разом із Біллом Барром, Сесілі Стронґ, Джейсоном Александером, Сейді Сендлер, Санні Сендлер, Робом Шнайдером, Джо Кой, Еллісон Стронґ, Джекі Сендлер, Гайді Ґарднер, Робертом Шмігелем і Ніком Свардсоном. Фільм розповідає історію гатерії, що тужить за дикою природою і боїться померти, і що за завданням суворої вчительки на заміні, забирають додому різні учні.
Прем'єра анімаційної стрічки відбулася 21 листопада 2023 року на Netflix та отримала загалом позитивні відгуки.

## Акторський склад
- Адам Сенлдер — Лео
- Білл Барр — Дзюркель
- Сесілі Стронґ — Міс Малкін
- Джейсон Александер — тато Джейди
- Роб Шнайдер — директор
- Еллісон Стронґ — міс Салінас
- Джо Кой — тренер Комура
- Седі Сендлер — Джейда
- Санні Сендлер — Саммер
- Колтер Ібанез — Зейн
- Браянт Терді та Корі Дж. — Коул
- Ейтан Шмігель — Ентоні
- Тіенія Сафко — Скайлер
- Ґлорія Меннінґ — Лоґан
- Карсон Мінніер — Коул
- Різ Лорс — Мія
- Бенджамін Боттані — Кабір
- Елден Ліам Філліпсон — Ті Джей
- Джекі Сендлер — мама Джейда
- Гейді Ґарднер — мама Елі
- Стефані Сюй — мама Скайлер
- Емілі Радд — мама Семмі

## Український дубляж
Мультфільм дубльовано студією «Le Doyen» на замовлення компанії «Netflix» у 2023 році.
- Перекладач — Роман Дяченко
- Перекладач пісень — Роман Дяченко
- Режисер дубляжу — Максим Кондратюк
- Звукооператор — Богдан Єрьоменко
- Спеціаліст зі зведення звуку — Олег Кульчицький
- Музичний редактор — Тетяна Піроженко
- Менеджер проєкту — Мирослава Сидорук

Ролі дублювали:
- Олександр Ігнатуша — Лео
- Володимир Терещук — Дзюркель
- Ольга Радчук — Міс Малкін
- Владислав Васицький — Ілай
- Дем'ян Шиян — Коул Г.
- Макар Хохлов — Зейн
- Вікторія Москаленко - Місіс Салінас
- Данііл Педченко — Кабір
- Богдан Кучерук — Ті Джей
- Лев Сівков — Коул В.
- Алекс Степаненко — Ентоні
- Дарина Муращенко — Джейда
- Єлизавета Зіновенко — Саммер
- Єлизавета Мастаєва — Скайлер
- Галина Дубок — Лоґан
- Єсенія Селезньова — Мія
- Роман Солошенко — тренер Кімура

- А також: Михайло Войчук, Дмитро Бузинський, Валентина Скорнякова, Аліна Проценко, Петро Сова, Віталій Ізмалков, Олександр Шевчук, Сергій Юрченко, Роман Молодій, Данило Скорняков, Едуард Кіхтенко, Майя Ведернікова, Катерина Трубенок